# Fallas de componentes electrónicos

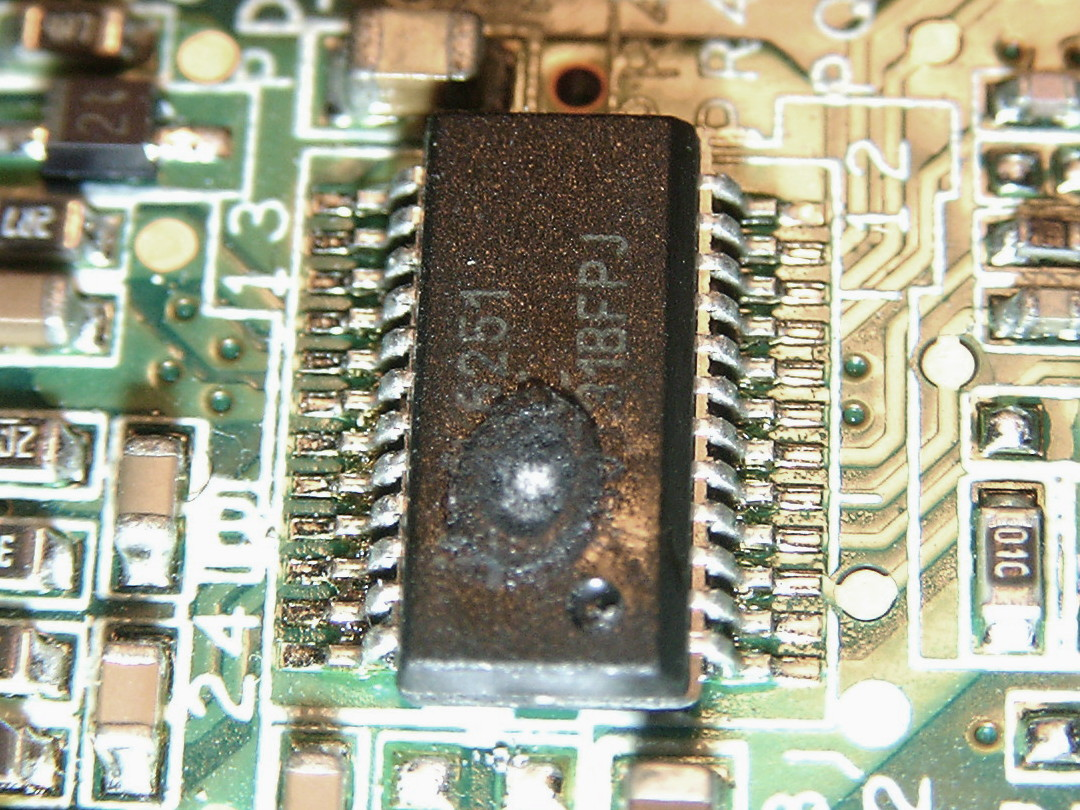
Circuito integrado fallido en una computadora portátil. La polaridad de entrada incorrecta ha provocado un sobrecalentamiento masivo del chip y ha derretido la carcasa de plástico.

Los componentes electrónicos tienen una amplia gama de formas en que pueden fallar. Se pueden clasificar de varias formas, como por tiempo de uso (fin de su vida útil) o por alguna causa especifica. Las fallas pueden ser causadas por exceso de temperatura, exceso de corriente o voltaje, radiación ionizante, choque mecánico, estrés o impacto y muchas otras causas. En los dispositivos semiconductores, los problemas en el paquete del dispositivo pueden causar fallas debido a alguna contaminación, tensión mecánica del dispositivo o circuitos abiertos o cortocircuitos.
Las fallas ocurren con mayor frecuencia cerca del comienzo y cerca del final de la vida útil de las piezas, lo que da como resultado el gráfico curva de la bañera de la función de riesgo. Los procedimientos Burn-in se utilizan para detectar fallas prematuras. En los dispositivos semiconductores, las estructuras parásitas, irrelevantes para el funcionamiento normal, se vuelven importantes en el contexto de fallas; pueden ser tanto una fuente como una protección contra fallas.
Las aplicaciones como los sistemas aeroespaciales, los soportes vitales, las telecomunicaciones, las señales ferroviarias y las computadoras utilizan una gran cantidad de componentes electrónicos. El análisis de las propiedades estadísticas sobre las fallas en los mismos puede brindar una orientación en los diseños de la electronica para establecer un nivel de confiabilidad en el producto final. Por ejemplo, la capacidad de potencia de una resistencia puede reducirse considerablemente cuando se emplea en aeronaves de gran altitud para obtener una vida útil adecuada. 
Una falla repentina por una apertura puede causar múltiples fallas secundarias si esta es rápida y el circuito contiene una inductancia; esto provoca grandes picos de voltaje, que pueden superar los 500 voltios. Por tanto, una metalización rota en un chip puede provocar daños secundarios por sobretensión. La fuga térmica puede causar fallas repentinas que incluyen derretimiento, fuego o explosiones.

## Fallos por el encapsulado
El encapsulado, como barrera entre las piezas electrónicas y el medio ambiente, es muy susceptible a los factores ambientales. La expansión térmica produce tensiones mecánicas que pueden causar fatiga del material, especialmente cuando los coeficientes de expansión térmica de los materiales son diferentes. La humedad y los productos químicos agresivos pueden provocar la corrosión de los materiales del encapsulado y las terminales, potencialmente rompiéndolos y dañando las partes internas, lo que lleva a fallas eléctricas. Exceder el rango de temperatura ambiental permitido puede causar un sobreesfuerzo de las uniones de los cables, rompiendo las conexiones, agrietando los troqueles de semiconductores o causando grietas en el encapsulado. La humedad y el consiguiente calentamiento a alta temperatura también pueden causar grietas, así como daños mecánicos o golpes.
Durante el proceso de encapsulado, los cables de unión se pueden cortar, cortocircuitar o tocar el chip, generalmente en el borde. Los troqueles pueden agrietarse debido a sobrecarga mecánica o choque térmico; los defectos introducidos durante el procesamiento, como el trazado, pueden convertirse en fracturas. Durante la fabricación de los semiconductores, los armazones de plomo pueden contener exceso de material o rebabas, provocando cortos. Los contaminantes iónicos como los metales alcalinos y los halógenos pueden migrar de los materiales de embalaje a las matrices de semiconductores, provocando corrosión o deterioro de los parámetros. Los sellos de vidrio-metal comúnmente fallan al formar grietas radiales que se originan en la interfaz del alfiler-vidrio y penetran hacia afuera; otras causas incluyen una capa de óxido débil en la interfaz y una mala formación de un menisco de vidrio alrededor del pasador.
Pueden estar presentes varios gases en la cavidad del paquete, ya sea como impurezas atrapadas durante la fabricación, desgasificación de los materiales utilizados o reacciones químicas, como ocurre cuando el material del encapsulado se sobrecalienta (los productos suelen ser iónicos y facilitan la corrosión produciendo una falla retardada). Para detectar esto, el helio se encuentra en la atmósfera inerte dentro del empaque como gas trazador para detectar fugas durante las pruebas. El dióxido de carbono y el hidrógeno se pueden formar a partir de materiales orgánicos, los polímeros desgasifican la humedad y los epoxis curados con amina liberan amoníaco. La formación de grietas y el crecimiento intermetálico en las uniones del troquel puede provocar la formación de huecos y deslaminación, lo que perjudica la transferencia de calor del troquel de viruta al sustrato y disipador de calor, terminando de provocar así una falla térmica. Como algunos semiconductores como el silicio y el arseniuro de galio son transparentes al infrarrojo, la microscopía infrarroja puede comprobar la integridad de las estructuras de unión y debajo del molde.
El puente de plata puede verse interrumpido por la expansión térmica del encapsulado; por lo tanto, el cortocircuito puede desaparecer cuando se calienta el chip, pero vuelve a aparecer cuando este se enfría, lo que es una clara indicación de este problema. La delaminación y la expansión térmica pueden mover la matriz de viruta en relación con el encapsulado, deformando y posiblemente cortocircuitando o agrietando los filamentos de unión.
El fósforo rojo, utilizado como retardante de llama, facilita la migración de plata cuando está presente en el empaque. Normalmente se recubre con hidróxido de aluminio; si el recubrimiento es incompleto, las partículas de fósforo se oxidan al pentóxido de fósforo altamente higroscópico, que reacciona con la humedad para formar ácido fosfórico. Este es un electrolito corrosivo que, en presencia de campos eléctricos, facilita la disolución y migración de plata, pudiendo provocar un cortocircuito en los pines adyacentes del encapsulado, en terminales del marco de plomo, barras de unión, estructuras de montaje de chip y pads del chip. El puente de plata puede ser interrumpido por la expansión térmica del paquete; por lo tanto, la desaparición del cortocircuito cuando el chip se calienta y su reaparición después del enfriamiento es una indicación de este problema. La delaminación y la expansión térmica pueden mover la matriz de viruta en relación con el embalaje, deformando y posiblemente cortocircuitando o agrietando los cables de unión.

## Fallos en los contactos
Los contactos eléctricos exhiben una resistencia de contacto ubicua, cuya magnitud está determinada por la estructura de la superficie y la composición de las capas superficiales. Idealmente, la resistencia de contacto debería ser baja y estable, sin embargo, la presión de contacto débil, la vibración mecánica, la corrosión y la formación de capas y contactos de óxido pasivizante pueden alterar la resistencia de contacto de manera significativa, lo que lleva a un calentamiento de la resistencia y falla del circuito.
Las uniones soldadas pueden fallar de muchas maneras, como la electromigración y la formación de capas intermetálicas quebradizas. Algunas fallas aparecen solo cuando las juntas del componente esta a temperaturas extremas, lo que dificulta la resolución de problemas. El desajuste de la expansión térmica entre el material de la placa del circuito impreso y el embalaje tensiona las uniones entre la placa y la pieza; mientras que las piezas con plomo pueden absorber la tensión al doblarse, las piezas sin plomo dependen de la soldadura para absorber las tensiones. Los ciclos térmicos pueden provocar agrietamiento por fatiga de las juntas de soldadura, especialmente con soldaduras elásticas; Se utilizan varios enfoques para mitigar estos incidentes. Las partículas sueltas, como las producidas por el alambre de unión y el destello productor de una soldadura por contacto, pueden formarse en la cavidad del dispositivo y migrar dentro del empaque, causando a menudo cortocircuitos intermitentes y sensibles a los golpes. Las micro-virutas de estaño pueden formarse en metales revestidos de estaño como el lado interno de los encapsulados; las virutas sueltas pueden provocar cortocircuitos intermitentes dentro del embalaje. Los cables, además de los métodos descritos anteriormente, pueden fallar por deshilachado y daño por fuego.

## Fallas en placas de circuito impreso

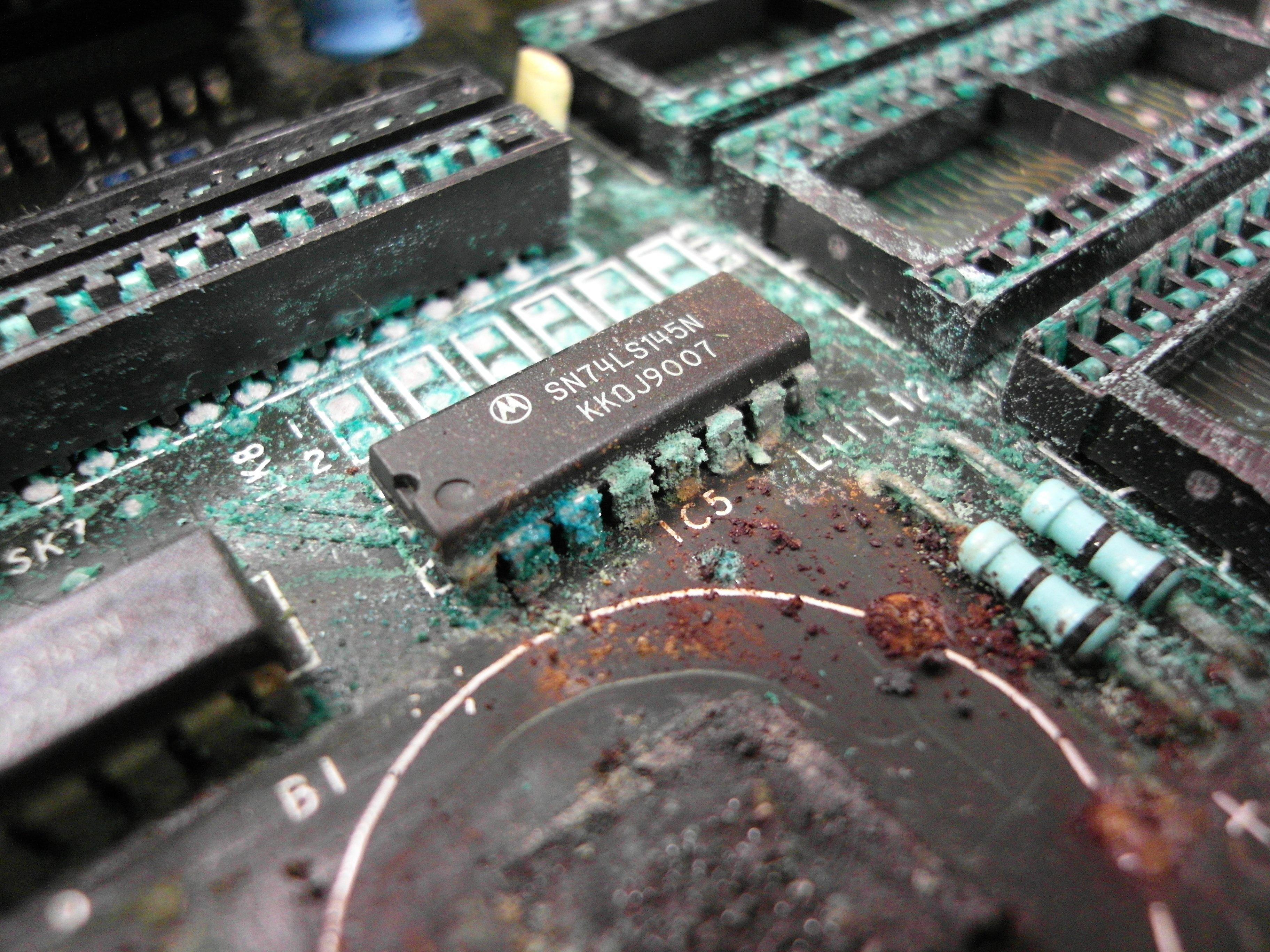
Corrosión severa de la placa de circuito impreso de una batería de Ni-Cd montada en la placa de circuito impreso con fugas

Las placas de circuito impreso (PCB) son vulnerables a las influencias ambientales; por ejemplo, las pistas son propensas a la corrosión y pueden grabarse incorrectamente dejando corto circuitos parciales, mientras que las vías pueden estar insuficientemente recubiertas o llenas de soldadura. Las pistas pueden agrietarse bajo cargas mecánicas, lo que a menudo da como resultado un funcionamiento de poco confiable del PCB. Los residuos de fundente de soldadura pueden facilitar la corrosión; los de otros materiales los de otros materiales pueden causar fugas eléctricas en el PCB. Los compuestos covalentes polares pueden atraer la humedad como agentes anti-estáticos, formando una fina capa de humedad conductora entre las pistas; Los compuestos iónicos como los cloruros tienden a facilitar la corrosión. Los iones de metales alcalinos pueden migrar a través de los encapsulados de plástico e influir en el funcionamiento de los semiconductores. Los residuos de hidrocarburos clorados pueden hidrolizarse y liberar cloruros corrosivos; estos son problemas que ocurren después de años. Las moléculas polares pueden disipar energía de alta frecuencia, provocando pérdidas dieléctricas parásitas.
Por encima de la temperatura de transición vítrea de los PCB, la matriz de resina se ablanda y se vuelve susceptible a la difusión de contaminantes. Por ejemplo, los poliglicoles del fundente de soldadura pueden ingresar a la placa y aumentar su entrada de humedad, con el correspondiente deterioro de las propiedades dieléctricas y de corrosión. Los sustratos multicapa que utilizan cerámica adolecen de muchos de los mismos problemas.
Los filamentos anódicos conductores (CAF) pueden crecer dentro de las placas a lo largo de las fibras del material compuesto. El metal se introduce en una superficie vulnerable por lo general al recubrir las vías, luego migra en presencia de iones, humedad y potencial eléctrico; el daño de perforación y la unión deficiente de resina de vidrio promueven tales fallas. La formación de CAF suele comenzar por una unión deficiente de la resina de vidrio; una capa de humedad adsorbida proporciona un canal a través del cual migran los iones y los productos de la corrosión. En presencia de iones de cloruro, el material precipitado es atacamita; sus propiedades semiconductoras conducen a una mayor fuga de corriente, una rigidez dieléctrica deteriorada y cortocircuitos entre pistas. Los glicoles absorbidos de los residuos de fundente agravan el problema. La diferencia de la expansión térmica de las fibras y la matriz debilita la unión cuando se suelda la placa; las soldaduras sin plomo que requieren temperaturas de soldadura más altas aumentan la aparición de CAF. Además de esto, los CAF dependen de la humedad absorbida; por debajo de cierto umbral, no ocurren.

## Fallos de relés
Cada vez que se abren o cierran los contactos de un relé o contactor electromecánico, existe una cierta cantidad de desgaste de los contactos. Se produce un arco eléctrico entre los puntos de contacto (electrodos) tanto durante la transición de cerrado a abierto como de abierto a cerrado. El arco que se produce durante la rotura del contacto (arco de rotura) es similar a la soldadura por arco, ya que el arco de rotura es típicamente más enérgico y más destructivo.
El calor y la corriente del arco eléctrico a través de los contactos crea formaciones específicas de cono y cráter a partir de la migración de metales. Además del daño por contacto físico, también aparece una capa de carbono y otras materias. Esta degradación limita drásticamente la vida útil total de un relé o contactor a un rango de quizás 100.000 operaciones, un nivel que representa el 1% o menos que la vida útil mecánica del mismo dispositivo. Aunque no es algo usual, los contactos del relé pueden quedar pegados.

## Semiconductores
Muchas fallas dan como resultado la generación de electrones calientes. Estos son observables bajo un microscopio óptico, ya que generan fotones de infrarrojo cercano detectables por una cámara CCD. Los enclavamientos se pueden observar de esta manera. Si es visible, la ubicación de la falla puede presentar pistas en donde se ve la sobrecarga. Los recubrimientos de cristal líquido se pueden utilizar para la localización de fallas: los cristales líquidos colestéricos son termocrómicos y se usan para visualizar las ubicaciones de producción de calor en los chips, mientras que los cristales líquidos nemáticos responden al voltaje y se usan para visualizar fugas de corriente a través de defectos de óxido y de carga. estados en la superficie del chip (particularmente estados lógicos). El marcado láser que marca los paquetes encapsulados en plástico puede dañar el chip si las esferas de vidrio en el empaque se alinean y dirigen el láser hacia el chip.
Ejemplos de fallas de semiconductores relacionadas con cristales semiconductores incluyen:
- Nucleación y crecimiento de dislocaciones. Esto requiere un defecto existente en el cristal, como lo hace la radiación, y es acelerado por el calor, la alta densidad de corriente y la luz emitida. Con los LED, el arseniuro de galio y el arseniuro de galio de aluminio son más susceptibles a esto que el fosfuro de arseniuro de galio y el fosfuro de indio; el nitruro de galio y el nitruro de galio de indio son insensibles a este defecto.
- Acumulación de portadores de carga atrapados en el óxido de compuerta de los MOSFET. Esto introduce una corriente de polarización de compuerta permanente, que influye en el voltaje umbral del transistor; puede ser causada por la inyección de portadores calientes, radiación ionizante o uso nominal. Con las células EEPROM, este es el factor principal que limita el número de ciclos de borrado-escritura.
- Migración de portadores de carga desde puertas flotantes. Esto limita la vida útil de los datos almacenados en estructuras EEPROM y EPROM flash.
- Pasivación inadecuada. La corrosión es una fuente importante de fallas retrasadas; los semiconductores, las interconexiones metálicas y las gafas de pasivación son susceptibles. La superficie de los semiconductores sometidos a humedad tiene una capa de óxido; el hidrógeno liberado reacciona con capas más profundas del material, produciendo hidruros volátiles.[9]

### Errores de parámetros
Las vías son una fuente común de resistencia en serie no deseada en los chips; las vías defectuosas muestran una resistencia inaceptablemente alta y, por lo tanto, aumentan los retrasos de propagación. A medida que su resistividad disminuye con el aumento de la temperatura, la degradación de la frecuencia máxima de funcionamiento del chip de la otra manera es un indicador de tal falla. Las mordeduras de ratón son regiones donde la metalización tiene un ancho disminuido; tales defectos generalmente no se muestran durante las pruebas eléctricas, pero presentan un riesgo importante de confiabilidad. El aumento de la densidad de corriente en la mordedura de ratón puede agravar los problemas de electromigración; se necesita un gran grado de micción para crear un retardo de propagación sensible a la temperatura.
A veces, las tolerancias del circuito pueden dificultar el rastreo del comportamiento errático; por ejemplo, un transistor de controlador débil, una mayor resistencia en serie y la capacitancia de la compuerta del transistor posterior pueden estar dentro de la tolerancia, pero pueden aumentar significativamente el retardo de propagación dela señal. Estos pueden manifestarse solo en condiciones ambientales específicas, altas velocidades de reloj, bajos voltajes de fuente de alimentación y, a veces, estados de señal de circuito específicos; variaciones significativas pueden ocurrir en un solo dado. El daño inducido por el estrés excesivo, como las derivaciones óhmicas o una corriente de salida de transistor reducida, puede aumentar dichos retrasos, lo que lleva a un comportamiento errático. Como los retrasos de propagación dependen en gran medida de la tensión de alimentación, las fluctuaciones ligadas a la tolerancia de esta última pueden desencadenar tal comportamiento.
Los circuitos integrados monolíticos de microondas de arseniuro de galio pueden tener estas fallas:
- Degradación de IDSS[11] por hundimiento de compuerta y envenenamiento por hidrógeno. Esta falla es la más común y fácil de detectar, y se ve afectada por la reducción del canal activo del transistor en el hundimiento de la compuerta y el agotamiento de la densidad del donante en el canal activo para la intoxicación por hidrógeno.
- Degradación en la corriente de fuga de la puerta. Esto ocurre a pruebas de vida acelerada o altas temperaturas y se sospecha que es causado por efectos de estado superficial.
- Degradación en tensión de pellizco. Este es un modo de falla común para los dispositivos de arseniuro de galio que operan a alta temperatura, y se deriva principalmente de las interacciones semiconductor-metal y la degradación de las estructuras metálicas de compuerta, siendo el hidrógeno otra razón. Puede verse obstaculizado por un metal de barrera adecuado entre los contactos y el arseniuro de galio.
- Aumento de la resistencia de drenaje a fuente. Se observa en dispositivos de alta temperatura y es causada por interacciones metal-semiconductor, hundimiento de puertas y degradación por contacto óhmico.

### Fallos de metalización

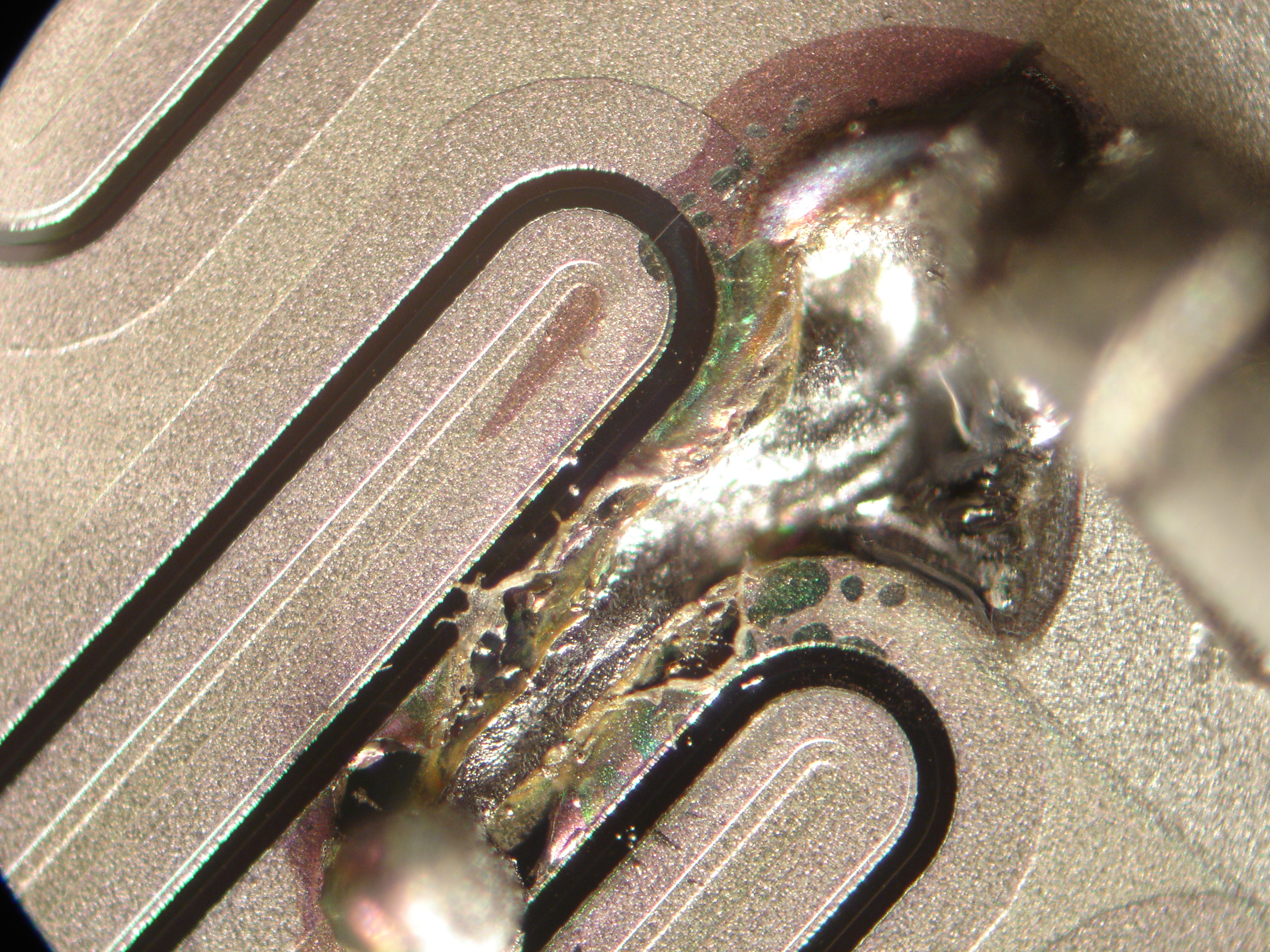
Micro-fotografía de un transistor de potencia TO-3 fallido debido a un cortocircuito

Las fallas de metalización son causas más comunes y graves de degradación del transistor FET que los procesos de materiales; los materiales amorfos no tienen límites de grano, lo que dificulta la interdifusión y la corrosión. Ejemplos de tales fallas incluyen:
- La electromigración mueve los átomos fuera de las regiones activas, causando dislocaciones y defectos puntuales que actúan como centros de recombinación no radiativos que producen calor. Esto puede ocurrir con compuertas de aluminio en MESFET con señales de RF, causando una corriente de drenaje errática; la electromigración en este caso se llama hundimiento de la puerta. Este problema no ocurre con las puertas de oro.[12] Con estructuras que tienen aluminio sobre una barrera metálica refractaria, la electromigración afecta principalmente al aluminio, pero no al metal refractario, lo que hace que la resistencia de la estructura aumente erráticamente. El aluminio desplazado puede causar cortocircuitos a las estructuras vecinas; 0.5-4% de cobre en el aluminio aumenta la resistencia a la electromigración, el cobre se acumula en los límites del grano de aleación y aumenta la energía necesaria para desalojar los átomos de ellos.[13] Aparte de eso, el óxido de indio y estaño y la plata están sujetos a electromigración, lo que provoca corriente de fuga y (en LED) recombinación no radiativa a lo largo de los bordes de las virutas. En todos los casos, la electromigración puede causar cambios en las dimensiones y parámetros de las compuertas del transistor y las uniones de semiconductores.
- Tensiones mecánicas, altas corrientes y ambientes corrosivos formando bigotes y cortocircuitos. Estos efectos pueden ocurrir tanto dentro del embalaje como en las placas de circuito.
- Formación de nódulos de silicio. Las interconexiones de aluminio pueden ser dopadas con silicio a saturación durante la deposición para evitar picos de aleación. Durante el ciclo térmico, los átomos de silicio pueden migrar y agruparse formando nódulos que actúan como vacíos, aumentando la resistencia local y reduciendo la vida útil del dispositivo.[2]
- Degradación por contacto óhmico entre las capas de metalización y semiconductores. Con el arseniuro de galio, se utiliza una capa de aleación de oro-germanio (a veces con níquel) para lograr una baja resistencia al contacto; un contacto óhmico se forma por difusión de germanio, formando una región delgada y altamente dopada bajo el metal que facilita la conexión, dejando el oro depositado sobre él. Los átomos de galio pueden migrar a través de esta capa y ser eliminados por el oro de arriba, creando una zona agotada de galio rica en defectos bajo el contacto; El oro y el oxígeno luego migran de manera opuesta, lo que resulta en una mayor resistencia del contacto óhmico y el agotamiento del nivel efectivo de dopaje.[12] La formación de compuestos intermetálicos también juega un papel en este modo de falla.

### Sobrecarga eléctrica
La mayoría de las fallas de semiconductores relacionadas con el estrés son de naturaleza electrotérmica microscópicamente; el aumento local de las temperaturas puede conducir a una falla inmediata al fundir o vaporizar las capas de metalización, fundir el semiconductor o cambiar las estructuras. La difusión y la electromigración tienden a acelerarse por las altas temperaturas, acortando la vida útil del dispositivo; el daño a las uniones que no conduce a una falla inmediata puede manifestarse como características alteradas de corriente-voltaje de las uniones. Las fallas de sobrecarga eléctrica se pueden clasificar como fallas inducidas térmicamente, relacionadas con la electromigración y relacionadas con el campo eléctrico; ejemplos de tales fallas incluyen:
- Fuga térmica, donde los racimos en el sustrato causan pérdida localizada de conductividad térmica,lo que lleva a daños que producen más calor; las causas más comunes son los vacíos causados por la soldaduraincompleta, los efectos de electromigración y la micción de Kirkendall. La distribución agrupada de la densidad de corriente sobre la unión o los filamentos de corriente conducen a la corriente abarrotando los puntos calientes localizados, que pueden evolucionar a una fuga térmica.
- Sesgo inverso. Algunos dispositivos semiconductores están basados en la unión de diodos y son nominalmente rectificadores; sin embargo, el modo de ruptura inversa puede estar a un voltaje muy bajo, con un voltaje de sesgo inverso moderado que causa degradación inmediata y falla enormemente acelerada. 5 V es un voltaje máximo de polarización inversa para los LED típicos, y algunos tipos tienen cifras más bajas.
- Diodos Zener severamente sobrecargados en cortocircuito de sesgo inverso. Un voltaje suficientemente alto causa la ruptura de la avalancha de la unión Zener; eso y una gran corriente que pasa a través del diodo causa un calentamiento localizado extremo, fundiendo la unión y metalización y formando una aleación de silicio-aluminio que cortocircuita los terminales. Esto a veces se usa intencionalmente como un método de cableado de conexiones a través de fusibles.[13]
- Enganches (cuando el dispositivo está sujeto a un pulso de sobretensión o subtensión); una estructura parásitaria que actúa como un SCR activado puede causar una falla basada en sobrecorriente. En los circuitos mics, los enganches se clasifican como internos (como las reflexiones de la línea de transmisión y los rebotes en el suelo)o externos (como las señales introducidas a través de pines de E/S y rayos cósmicos); los cierres externos pueden desencadenarse por una descarga electrostática, mientras que los cierres internos no pueden. Los enganches pueden ser activados por portadores de carga inyectados en el sustrato de la viruta u otro enganche; el estándar JEDEC78 prueba la susceptibilidad a los enganches.[8]

### Descarga electrostática
La descarga electrostática (ESD) es una subclase de sobrecarga eléctrica y puede causar fallas inmediatas en el dispositivo, cambios permanentes de parámetros y daños latentes que causan una mayor tasa de degradación. Tiene al menos uno de los tres componentes, generación de calor localizado, alta densidad de corriente y alto gradiente de campo eléctrico; la presencia prolongada de corrientes de varios amperios transfiere energía a la estructura del dispositivo para causar daños. ESD en circuitos reales causa una onda amortiguada con polaridad que se alterna rápidamente, las uniones se estresan de la misma manera; tiene cuatro mecanismos básicos:
- La descomposición del óxido ocurre a intensidades de campo superiores a 6–10 MV/cm.
- El daño de la unión que se manifiesta como fuga de sesgo inverso aumenta hasta el punto de cortocircuito.

Metalización y agotamiento por polisilicio, donde el daño se limita a interconexiones de metal y polisilicio, resistencias de película delgada y resistencias difusas.
- Inyección de carga, donde los portadores calientes generados por la descomposición de la avalancha se inyectan en la capa de óxido.

Los modos de falla catastrófica de ESD incluyen:
- Agotamiento de la unión, donde se forma un camino conductor a través del cruce y lo cortocircuita
- Agotamiento por metalización, donde la fusión o vaporización de una parte de la interconexión metálica la interrumpe
- Perforación de óxido, formación de una trayectoria conductora a través de la capa aislante entre dos conductores o semiconductores; los óxidos de compuerta son más delgados y, por lo tanto, más sensibles. El transistor dañado muestra una unión de baja óhmica entre los terminales de compuerta y drenaje.

Una falla paramétrica solo cambia los parámetros del dispositivo y puede manifestarse en pruebas de esfuerzo; a veces, el grado de daño puede disminuir con el tiempo. Los modos de falla de ESD latente ocurren de manera retrasada e incluyen:
- Daño del aislante por debilitamiento de las estructuras aislantes.
- Daño de la unión al reducir la vida útil de los portadores minoritarios, aumentar la resistencia al sesgo hacia adelante y aumentar la fuga del sesgo inverso.
- Daños por metalización por debilitamiento del conductor.

Las fallas catastróficas requieren los voltajes de descarga más altos, son los más fáciles de probar y son más raros de ocurrir. Las fallas paramétricas ocurren a voltajes de descarga intermedios y ocurren con más frecuencia, luego las fallas latentes son las más comunes. Por cada fallo paramétrico, hay de 4 a 10 latentes. Los circuitos VLSI modernos son más sensibles a ESD, con características más pequeñas, menor capacitancia y mayor relación voltaje-carga. La deposición de silicio de las capas conductoras las hace más conductoras, reduciendo la resistencia al lastre que tiene un papel protector.
El óxido de compuerta de algunos MOSFET puede dañarse por 50 voltios de potencial, la compuerta aislada de la unión y el potencial que se acumula en ella causando una tensión extrema en la delgada capa dieléctrica; El óxido estresado puede romperse y fallar de inmediato. El óxido de compuerta en sí no falla inmediatamente, pero puede acelerarse por la corriente de fuga inducida por el estrés,
el daño del óxido que conduce a una falla retrasada después de horas de operación prolongadas; los condensadores en chip que utilizan dieléctricos de óxido o nitruro también son vulnerables. Las estructuras más pequeñas son más vulnerables debido a su menor capacitancia, lo que significa que la misma cantidad de portadores de carga carga el condensador a un voltaje más alto. Todas las capas delgadas de dieléctricos son vulnerables; por lo tanto, los chips fabricados por procesos que emplean capas de óxido más gruesas son menos vulnerables.
Las fallas inducidas por la corriente son más comunes en los dispositivos de unión bipolar, donde predominan las uniones schottky y PN. La alta potencia de la descarga, por encima de 5 kilovatios por menos de un microsegundo, puede derretir y vaporizar materiales. Las resistencias de película delgada pueden tener su valor alterado por una ruta de descarga que se forma a través de ellas, o que tiene parte de la película delgada vaporizada; esto puede ser problemático en aplicaciones de precisión donde tales valores son críticos.
Los búferes de salida CMOS más nuevos que utilizan drenajes de silicida ligeramente dopados son más sensibles a ESD; el controlador del canal N generalmente sufre daños en la capa de óxido o en la unión del pozo n+/p. Esto es causado por el hacinamiento de corriente durante el snapback del transistor NPN parásito. En las estructuras de tótem-polo P/NMOS, el transistor NMOS es casi siempre el dañado. La estructura de la unión influye en su sensibilidad a la EDS; las esquinas y los defectos pueden provocar aglomeraciones actuales, lo que reduce el umbral de daño. Las uniones con polarización hacia adelante son menos sensibles que las con polarización inversa porque el calor de Joule de las uniones con polarización hacia adelante se disipa a través de una capa más gruesa del material, en comparación con la estrecha región de agotamiento en la unión con polarización inversa.

## Fallos de componentes pasivos

### Resistencias

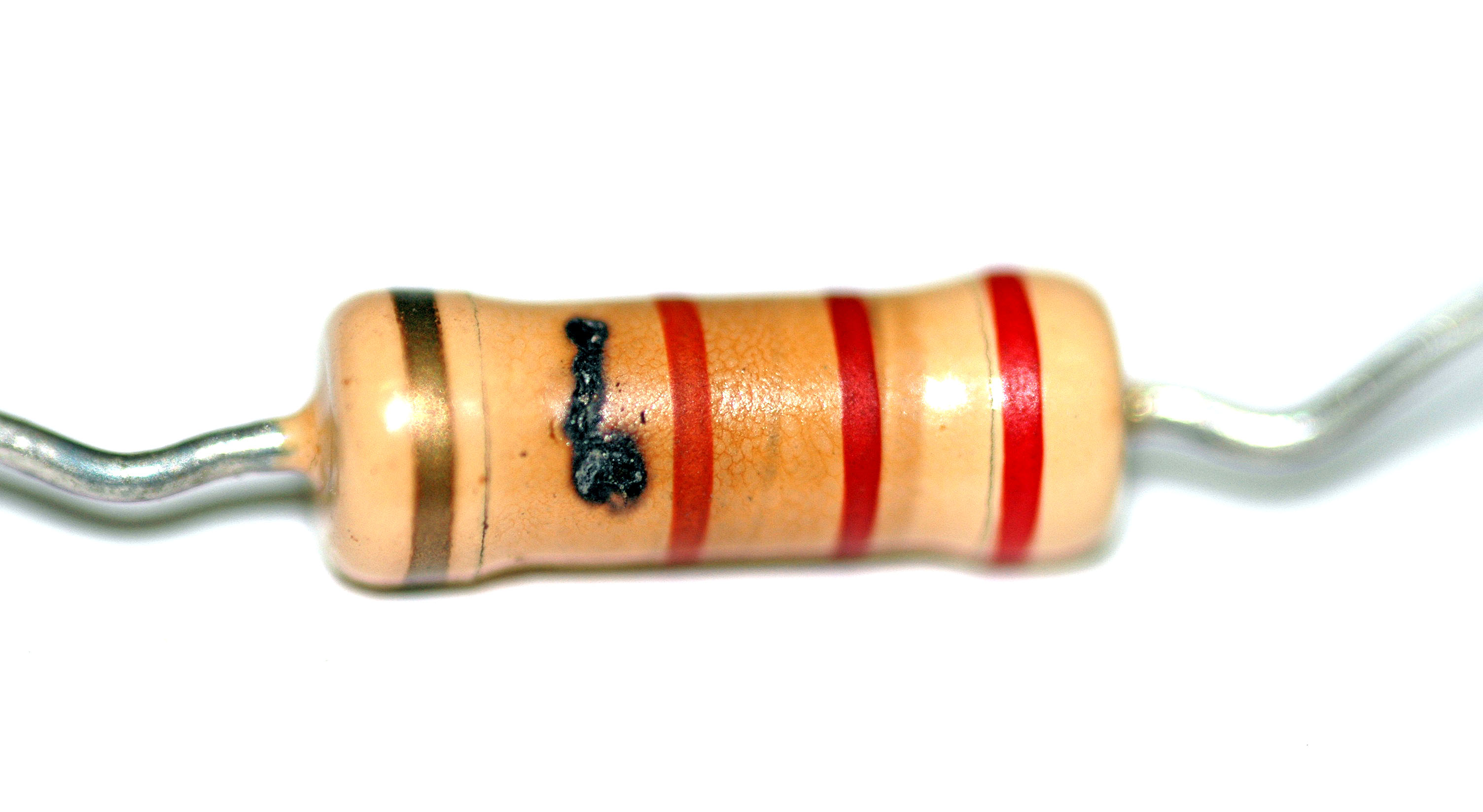
Una resistencia extraída de un circuito de tubo de alto voltaje muestra daños por arco voltaico en la capa de óxido metálico resistivo.

Las resistencias pueden fallar  ya sea por abrirse o ponerse en cortocircuito, además su valor nominal puede cambiar bajo condiciones ambientales y límites de rendimiento externos. Ejemplos de fallas de resistencias incluyen:
- Defectos de fabricación que provocan problemas intermitentes. Por ejemplo, las tapas engarzadas incorrectamente en resistencias de carbono o de metal pueden aflojarse y perder contacto, por lo tanto el valor de resistencia del componente puede variar.[2]
- Resistencias de montaje en superficie que se deslaminan donde se unen materiales diferentes, como entre el sustrato cerámico y la capa resistiva.[20]
- Resistencias de película fina de nicromo en circuitos integrados atacadas por el fósforo del vidrio de pasivación, corroyéndolos y aumentando su resistencia.[21]
- Resistencias SMD con metalización de plata de contactos que sufren fallas de circuito abierto en un ambiente rico en azufre, debido a la acumulación de sulfuro de plata.[5]
- Dendritas de cobre que crecen a partir del óxido de cobre (II) presente en algunos materiales (como la capa que facilita la adhesión de la metalización a un sustrato cerámico) y que forman un puente en la ranura de corte de recorte.[3]

### Potenciómetros
Los potenciómetros y trimmers son piezas electromecánicas de tres terminales, que contienen una pista resistiva con un contacto tipo limpiaparabrisas ajustable. Junto con los modos de falla de las resistencias normales, el desgaste mecánico del limpiaparabrisas y la pista resistiva, la corrosión, la contaminación de la superficie y las deformaciones mecánicas pueden provocar cambios intermitentes en la resistencia del limpiaparabrisas, que son un problema con los amplificadores de audio. Muchos de estos componentes no están perfectamente sellados y entran contaminantes y humedad en la pieza; un contaminante especialmente común es el fundente de soldadura. Pueden ocurrir deformaciones mecánicas (como un contacto deteriorado de la trayectoria del limpiaparabrisas) por deformación de la carcasa durante la soldadura o tensión mecánica durante el montaje. El exceso de tensión en los conductores puede causar grietas en el sustrato y fallas abiertas cuando la grieta penetra en la ruta resistiva.

### Capacitores
Los condensadores se caracterizan por su capacitancia, resistencia parásita en serie y en paralelo, voltaje de ruptura y factor de disipación; Ambos parámetros parásitos a menudo dependen de la frecuencia y el voltaje. Estructuralmente, los condensadores consisten en electrodos separados por un dieléctrico, cables de conexión y carcasa; el deterioro de cualquiera de estos puede causar cambios de parámetros o fallas. Las fallas en cortocircuito y las fugas debido al aumento de la resistencia parásita en paralelo son los modos de falla más comunes de los capacitores, seguidos de fallas por quedar "abierto" (sin contacto).[cita requerida] Algunos ejemplos de fallas de capacitores incluyen:
- Fallo dieléctrico debido a sobretensión o envejecimiento del dieléctrico, que ocurre cuando el voltaje de ruptura cae por debajo del voltaje de funcionamiento. Algunos tipos de condensadores se "autocuran", ya que el arco interno vaporiza partes de los electrodos alrededor del punto defectuoso. Otros forman una vía conductora a través del dieléctrico, lo que provoca un cortocircuito o una pérdida parcial de la resistencia dieléctrica.[2]
- Los materiales de los electrodos migran a través del dieléctrico, formando caminos conductores.[2]
- Cables separados del condensador por un manejo brusco durante el almacenamiento, ensamblaje u operación, lo que hace que el capacitor quede "abierto". La falla puede ocurrir de manera invisible dentro del empaque y es medible.[2]
- Aumento del factor de disipación debido a la contaminación de los materiales de los condensadores, en particular por los residuos de fundente y solventes.[2]

#### Condensadores electrolíticos
Además de los problemas enumerados anteriormente, los condensadores electrolíticos sufren estas fallas:
- Versiones de aluminio que tienen su electrolito seco para una fuga gradual, resistencia en serie equivalente y pérdida de capacitancia. La disipación de potencia por altas corrientes de ripple y resistencias internas provocan un aumento de la temperatura interna del condensador más allá de las especificaciones, acelerando la tasa de deterioro; estos condensadores suelen fallar.[2]

- La contaminación de electrolitos (como la humedad) corroe los electrodos, lo que lleva a la pérdida de capacitancia y cortocircuitos.[2]

Electrolitos que desprenden un gas, aumentan la presión dentro de la carcasa del condensador y, a veces, provocan una explosión.[cita requerida]
- Las versiones de tantalio que están sobrecargadas eléctricamente, degradan permanentemente el dieléctrico y, a veces, provocando fallas abiertas o cortas.[2] Los sitios que han fallado de esta manera generalmente son visibles como un dieléctrico descolorido o como un ánodo derretido.[5]

### Varistores de óxido de metal
Los varistores de óxido metálico suelen tener menor resistencia a medida que se calientan; si se conecta directamente a la red de energía, para protección contra transitorios eléctricos, un varistor con un voltaje de activación reducido puede deslizarse hacia un descontrol térmico catastrófico y, a veces, una pequeña explosión o incendio. Para evitar esto, la corriente de falla generalmente está limitada por un fusible térmico, un disyuntor u otro dispositivo limitador de corriente.

## Errores de MEMS
Los sistemas microelectromecánicos sufren varios tipos de fallos:
- La fricción estática total a superar que hace que las partes móviles se peguen; un impulso externo a veces restaura la funcionalidad. Los recubrimientos antiadherentes, la reducción del área de contacto y el aumento de la conciencia mitigan el problema en los sistemas contemporáneos.[8]
- Partículas que migran en el sistema y bloquean sus movimientos. Las partículas conductoras pueden cortocircuitar circuitos como los actuadores electrostáticos. El desgaste daña las superficies y libera escombros que pueden ser una fuente de contaminación por partículas.
- Fracturas que causan pérdida de piezas mecánicas.
- Fatiga del material que induce grietas en estructuras en movimiento.
- Carga dieléctrica que conduce a cambios de funcionalidad y en algún momento fallas en los parámetros.[23]